# Monaeses paradoxus
Monaeses paradoxus es una especie de araña cangrejo del género Monaeses, familia Thomisidae. Fue descrita científicamente por Lucas en 1846.

## Distribución
Esta especie se encuentra en el sur de Europa, Cáucaso, Irán y África.